# (2182) Semirot
(2182) Semirot es un asteroide perteneciente al cinturón de asteroides descubierto por el equipo del Indiana Asteroid Program el 21 de marzo de 1953 desde el Observatorio Goethe Link de Brooklyn, Estados Unidos.

## Designación y nombre
Semirot fue designado inicialmente como 1953 FH1.
Posteriormente se nombró en honor del astrónomo francés Pierre Semirot (1907-1972).

## Características orbitales
Semirot está situado a una distancia media de 3,131 ua del Sol, pudiendo alejarse hasta 3,543 ua y acercarse hasta 2,718 ua. Su inclinación orbital es 2,259° y la excentricidad 0,1317. Emplea en completar una órbita alrededor del Sol 2023 días.